# (16039) Zeglin
(16039) Zeglin (1999 GH18) – planetoida z grupy pasa głównego asteroid okrążająca Słońce w ciągu 5,72 lat w średniej odległości 3,2 j.a. Odkryta 15 kwietnia 1999 roku.